# Casa museo di Puškin
La casa museo di Puškin è un museo che racconta gli ultimi mesi di vita del poeta Aleksandr Sergeevič Puškin.

## Storia
Nella casa della principessa Sof'ja Grigor'evna Volkonskaja, sull'argine del fiume Moika "vicino al Ponte Malo-Konjušennyj", la famiglia di Aleksandr Sergeevič Puškin affittò un appartamento dall'inizio di settembre 1836. Dopo la morte del poeta, la casa fu ricostruita più volte. Anche l'aspetto architettonico dell'appartamento è cambiato in modo significativo. Nell'autunno del 1924 l'ex appartamento di Puškin fu rilevato dal circolo Puškin della società "Vecchia Pietroburgo" e iniziarono i lavori per la sua ricostruzione, continuati negli anni successivi. Il 10 febbraio 1925, nello studio restaurato del poeta, si tenne un incontro dedicato all'anniversario della morte di A.S. Puškin. Il primo museo venne aperto, in diverse sale, il 13 febbraio 1927, poi trasformato in modo significativo in occasione del 100º anniversario della morte del poeta, il 10 febbraio 1937 (in un nuovo stile).
Oggi, il museo conserva molti cimeli autentici che, decenni dopo, hanno ripreso il loro antico posto. La scrivania del poeta e la sua poltrona preferita, il baule da viaggio con scrivania, bastoni da passeggio, una pipa da fumo e un calamaio: tutti questi e altri oggetti nello studio ricordano la vita di Puškin. Nella stanza di Natal'ja Nikolaevna Gončarova, moglie del poeta, è possibile vedere il suo ritratto, realizzato nel 1832 dall'artista Aleksandr Pavlovič Brjullov, la sua bottiglia di profumo, il braccialetto di corallo, le borse ricamate con perline e seta e altri cimeli.

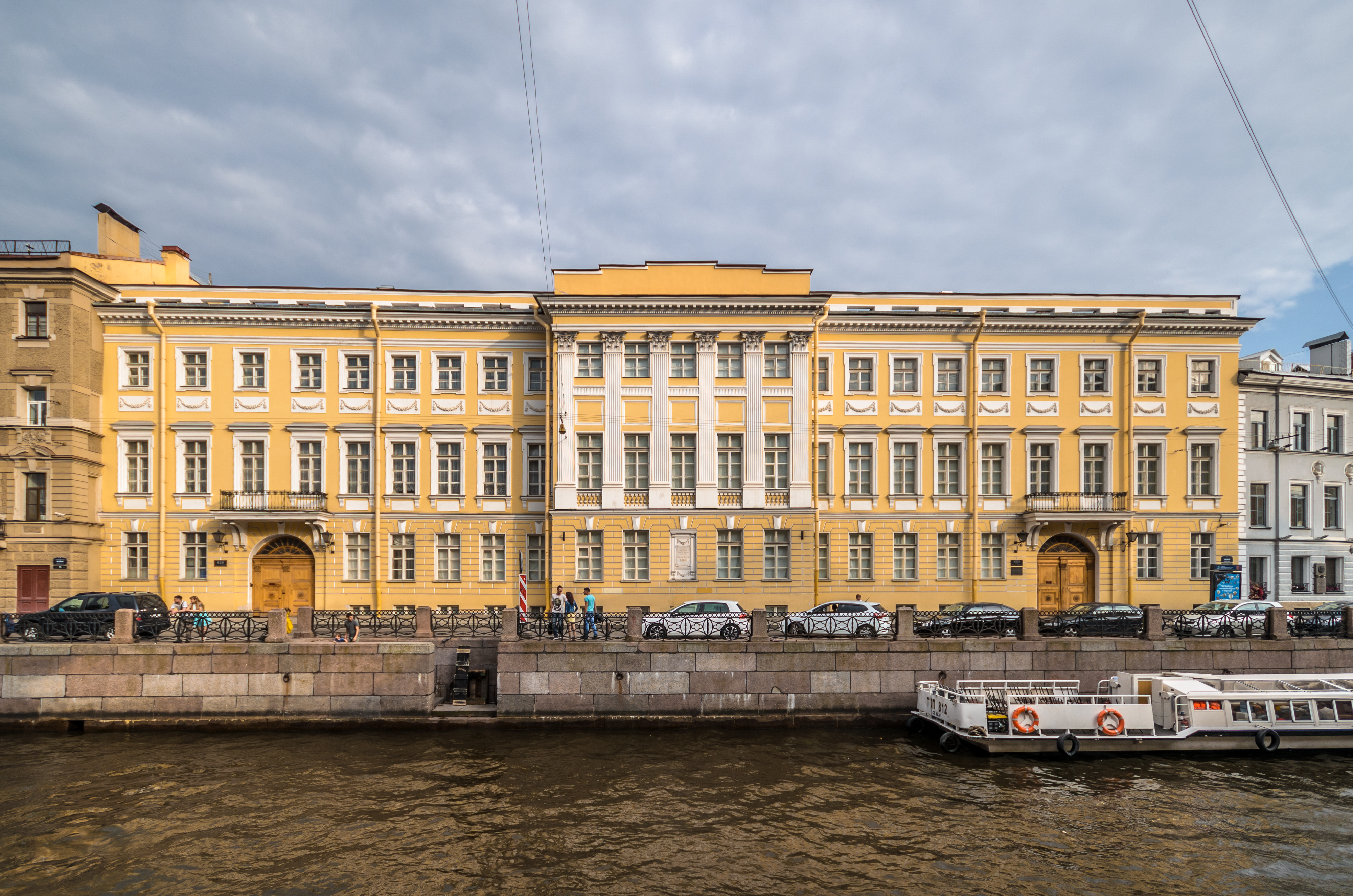
Numero civico 12 sull'argine del fiume Mojka

Tra le vere reliquie di Puškin ci sono i ritratti del poeta stesso e dei membri della sua famiglia. Il museo contiene anche cose relative al duello e alla morte di Puškin: un giubbotto che indossava il giorno del duello, una ciocca di capelli tagliata dalla testa del defunto su richiesta di I.S. Turgenev, una maschera mortuaria dello scultore S.I. Galberg, nonché il divano originale su cui il poeta morì il 29 gennaio 1837.
Nel piano inferiore (seminterrato), dove al tempo di Puškin si trovavano i locali di servizio, c'è una mostra "introduttiva" dedicata agli ultimi mesi di vita del poeta. Due piccole sale espongono stampe, acquerelli e litografie dell'epoca di Puškin, ritratti degli amici del poeta, le scarpe da sposa della moglie e frammenti del drappeggio che un tempo adornava una delle stanze dell'appartamento del poeta, donato al museo nel 1968 dal collezionista Serge Lifar. Contiene anche materiali che raccontano il duello del 27 gennaio 1837 sul fiume Nero: una copia della diffamazione anonima ricevuta da Pushkin il 4 novembre 1836.

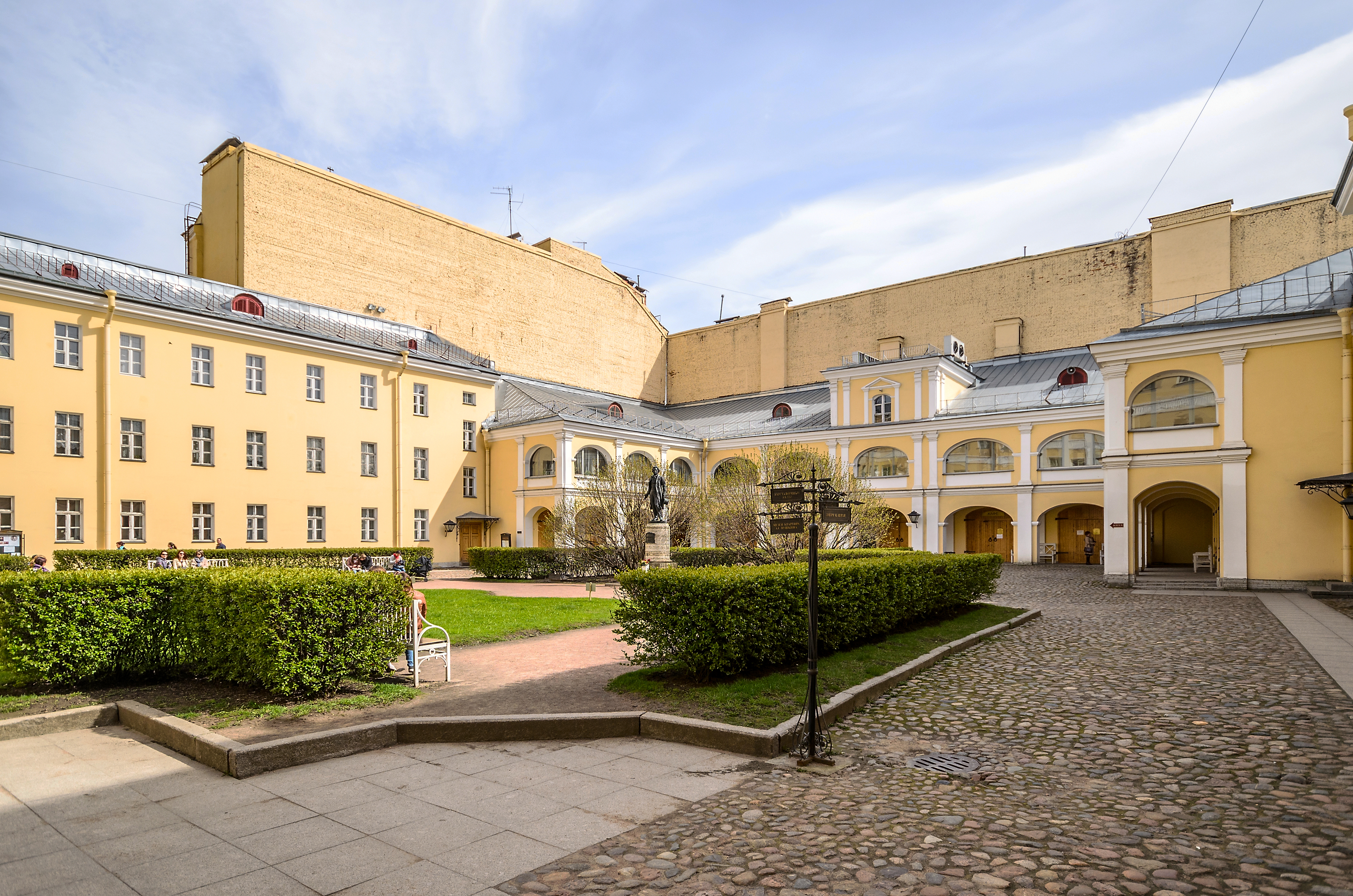
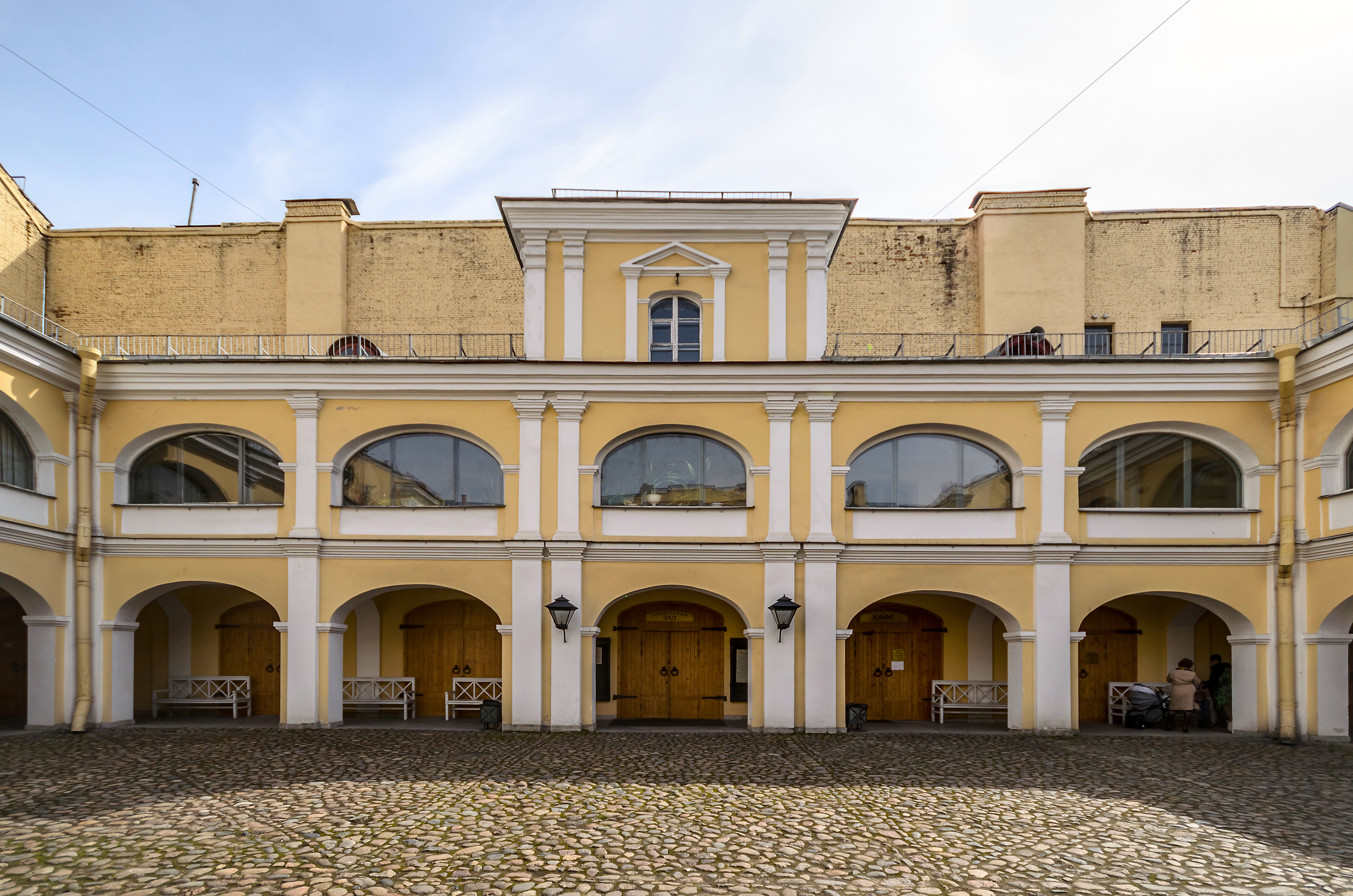
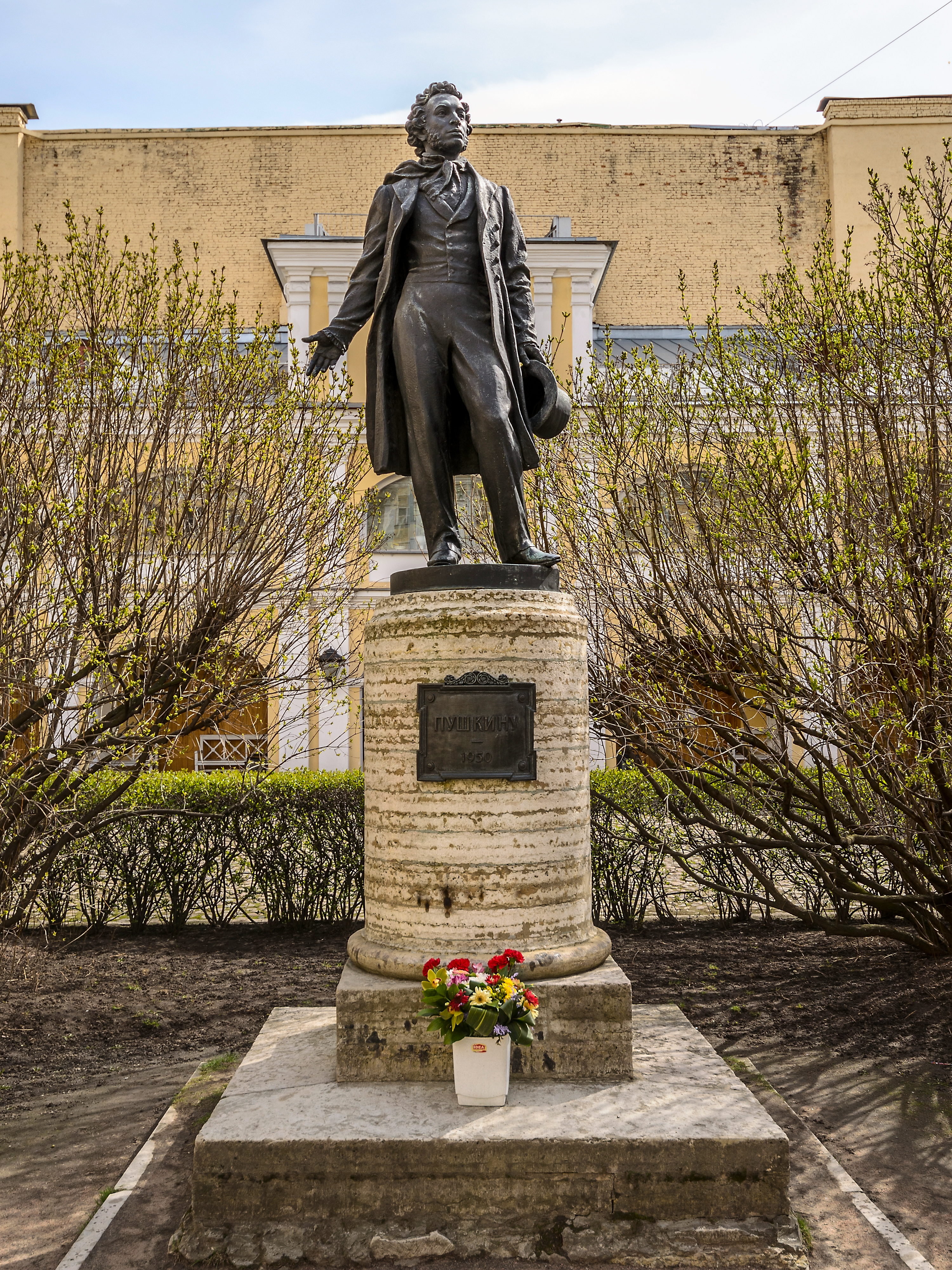
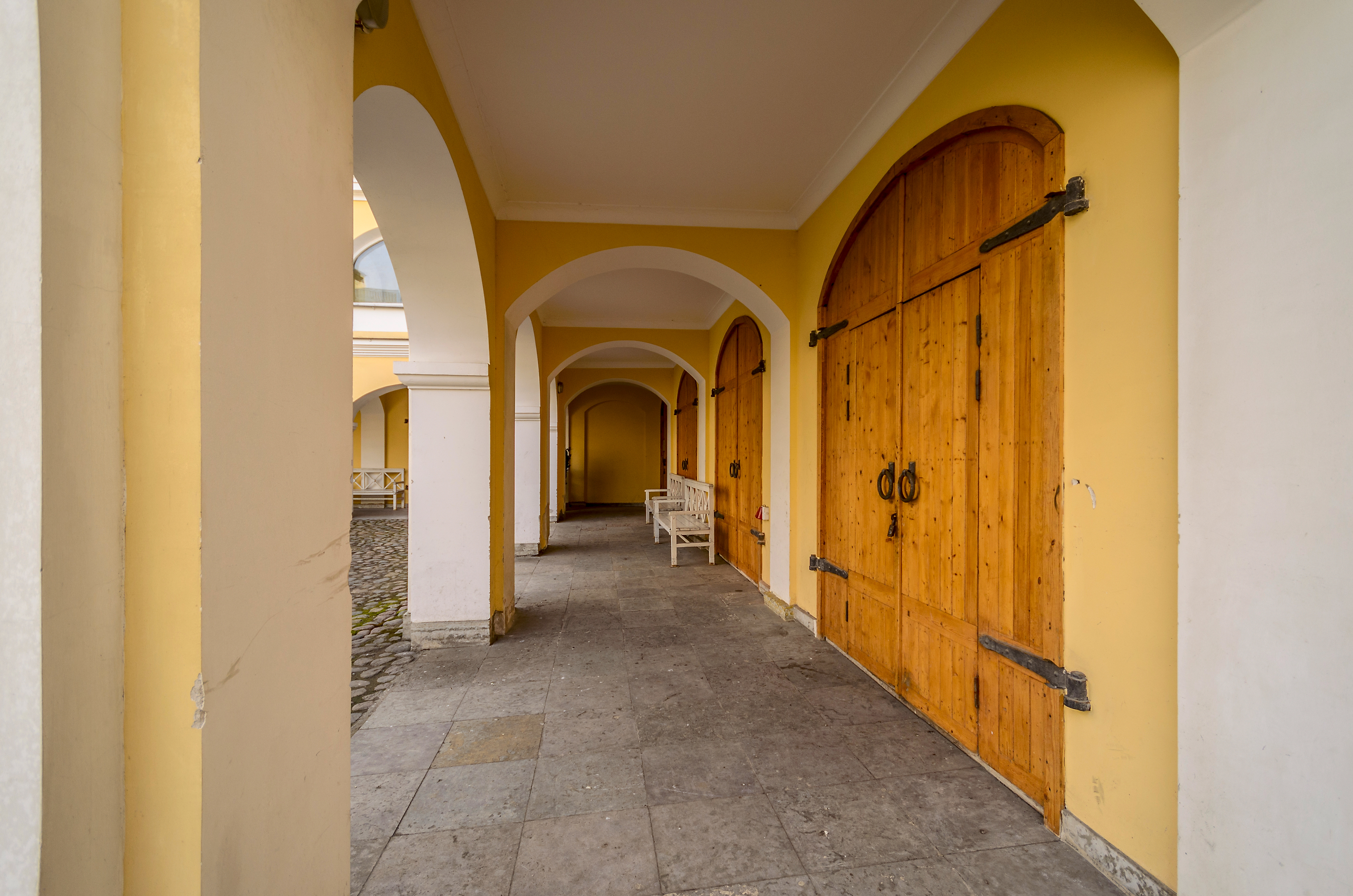
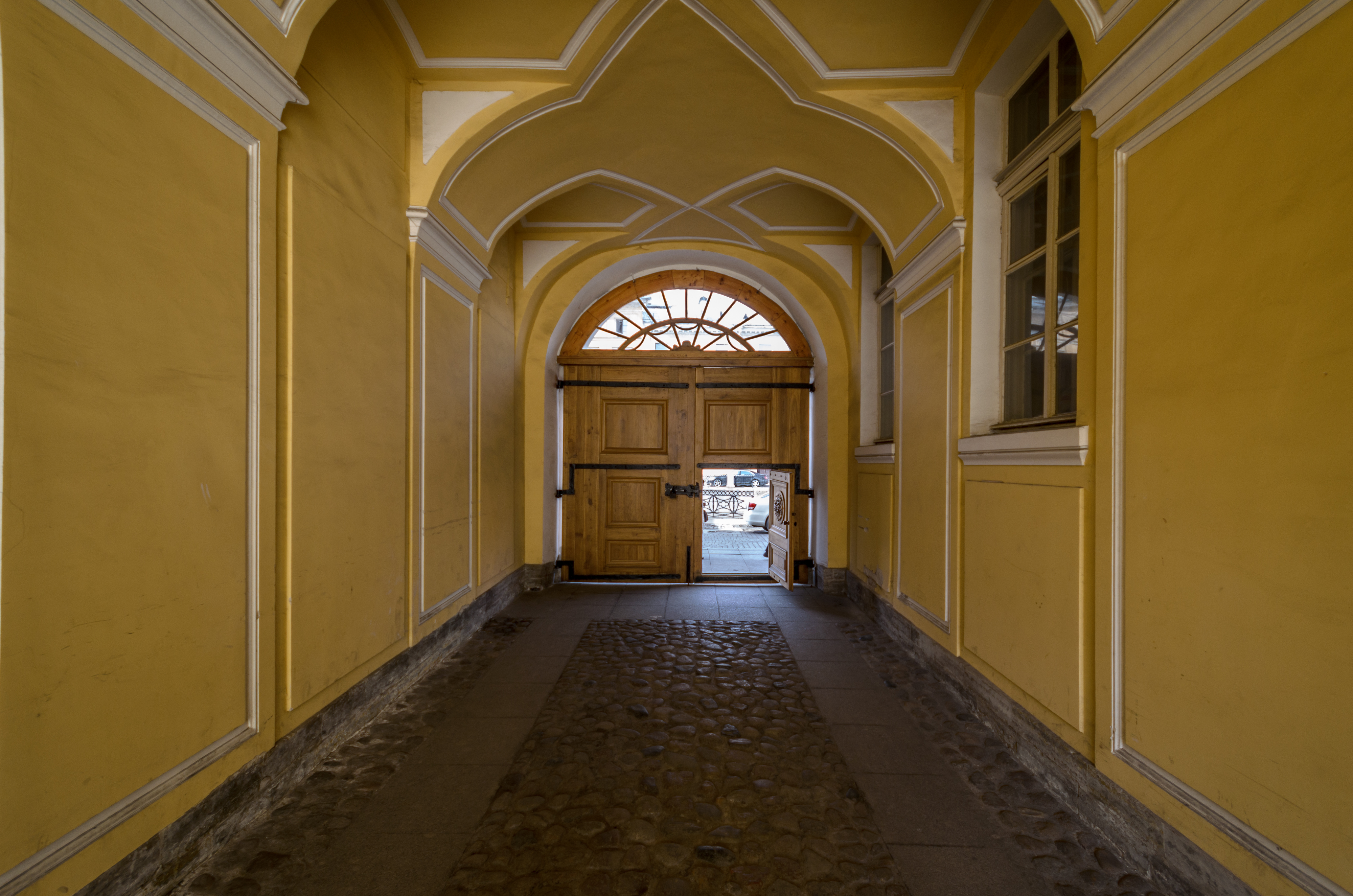